# Deplazmolýza
Deplazmolýza je proces, při kterém se protoplast rostlinné buňky vlivem vstupu vody rozšiřuje a připojuje se zpět k buněčné stěně. Je opakem plazmolýzy.
Nachází-li se rostlinná buňka v hypertonickém roztoku, vlivem osmotických jevů dochází k úniku vody z buňky, smršťování protoplastu a jeho odtržení od buněčné stěny (tzn. nastává plazmolýza). Dokud ještě nedošlo k nevratnému a tudíž letálnímu poškození cytoplasmy, proces je vratný a při umístění buňky do hypotonického prostředí je voda nasáta zpět - a právě toto se nazývá deplazmolýza. 